# Паладжанелло
Паладжанелло (італ. Palagianello) — муніципалітет в Італії, у регіоні Апулія,  провінція Таранто.
Паладжанелло розташоване на відстані близько 410 км на схід від Рима, 60 км на південь від Барі, 28 км на північний захід від Таранто.
Населення — 7879 осіб (2014).

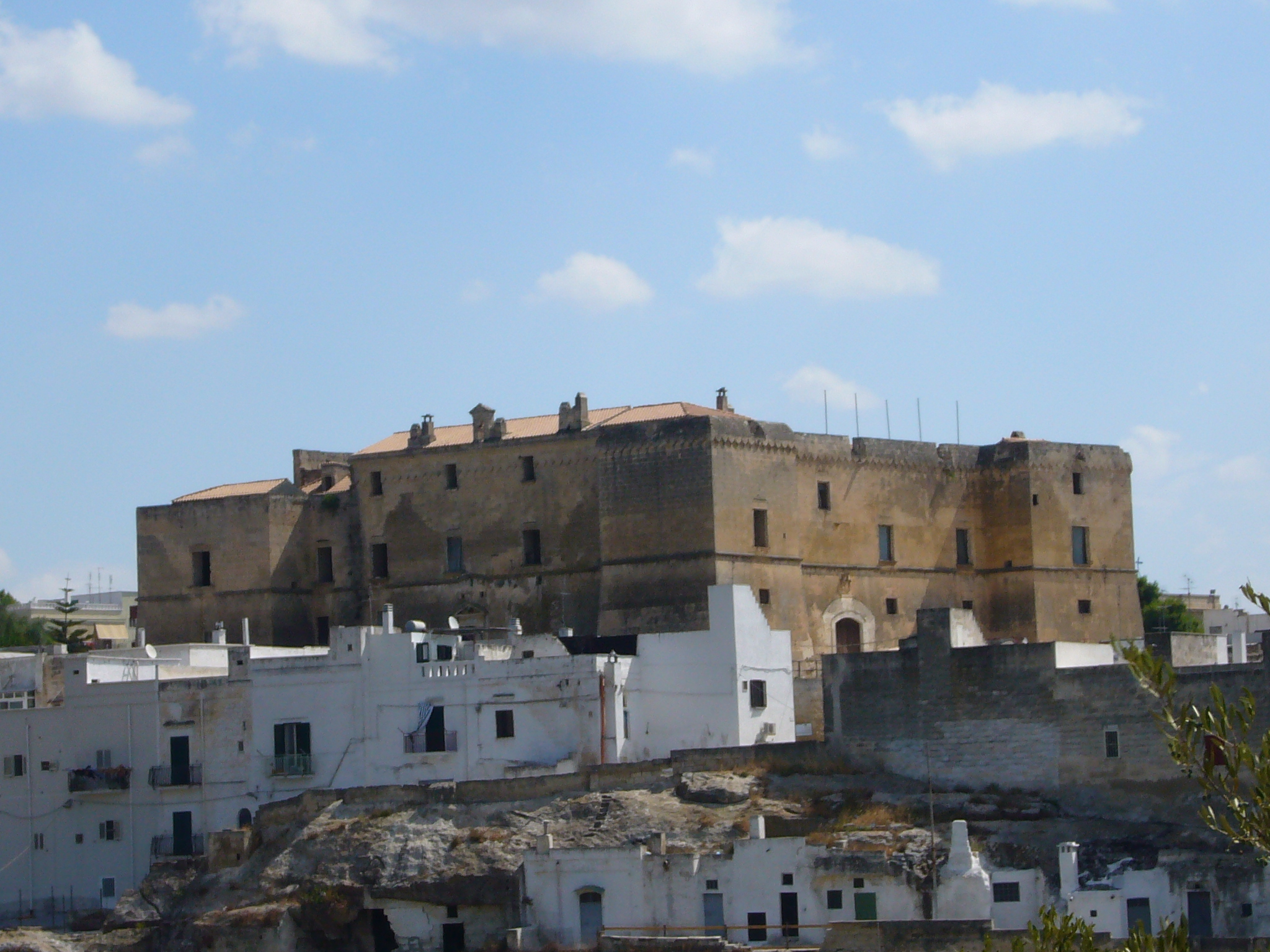

Щорічний фестиваль відбувається 31 травня. Покровитель — Madonna delle Grazie.

## Демографія
Населення за роками:

Станом на 1 січня 2023 року в муніципалітеті офіційно проживало 67 іноземців з 18 країн, серед них 22 громадяни країн Євросоюзу.

## Сусідні муніципалітети
- Кастелланета
- Моттола
- Паладжано